# مارغريت واتسون
مارغريت واتسون (بالإنجليزية: Margaret Watson)‏ هي لاعبة اتحاد الرغبي أسترالية، ولدت في 18 ديسمبر 1986.